# The Legend of Zelda: Majora's Mask 3D
The Legend of Zelda: Majora's Mask 3D (ゼルダの伝説 ムジュラの仮面 3D?, Zeruda no Densetsu Mujura no Kamen Surīdī) è un videogioco d'azione e avventura dinamica sviluppato da Grezzo e pubblicato da Nintendo nel 2015 per il Nintendo 3DS. Il gioco è un remake del videogioco The Legend of Zelda: Majora's Mask per Nintendo 64. È il terzo videogioco della serie sbarcato su Nintendo 3DS, dopo The Legend of Zelda: Ocarina of Time 3D, anch'esso remake di un capitolo della saga per Nintendo 64, e The Legend of Zelda: A Link Between Worlds.

## Trama
Il gioco ha come protagonista Link da The Legend of Zelda: Ocarina of Time ed è ambientato diversi mesi dopo la conclusione di quel gioco. Il gioco inizia con Link che cavalca il suo cavallo Epona nel Bosco Perduto, alla ricerca della fata Navi. Dopo aver inseguito uno Skull Kid mascherato che ha rubato la sua Ocarina, Link si ritrova intrappolato nel mondo parallelo di Termina, dove scopre che la Luna si schianterà sulla superficie entro tre giorni e distruggerà il mondo. Con l'aiuto del suo nuovo amico fatato Tatl, Link deve viaggiare attraverso Termina, svegliare i Quattro Giganti addormentati per fermare la discesa della Luna e sconfiggere Skull Kid e la maschera che lo possiede. Per fare ciò, Link deve acquisire una serie di strane maschere per concedersi nuove abilità e aiutare la gente di Termina, oltre a usare la sua ocarina per alterare e viaggiare nel tempo e ripetere il ciclo di tre giorni.

## Modalità di gioco
Il gameplay del remake è molto simile alla versione originale, anche se sono state apportate alcune modifiche al gioco. Il gioco è dotato di 3D stereoscopico, texture ambientali rinnovate, un aumento del frame rate a 30 fotogrammi al secondo, una nuova interfaccia utente basata sul touchscreen e mira giroscopica. Se si gioca su una console New Nintendo 3DS o con l'accessorio Circle Pad Pro, il secondo stick analogico può essere utilizzato per il controllo completo della telecamera a 360 gradi. All'interno del gameplay sono presenti alcuni piccoli cambiamenti nelle strategie da seguire nelle battaglie contro i boss, ed è stata aggiunta la possibilità di pescare, oltre a quella dei punti di salvataggio permanenti.

## Sviluppo
Già durante il 2011, dopo l'uscita di Ocarina of Time 3D, erano iniziati a circolare rumour riguardanti la possibilità di portare anche Majora's Mask su Nintendo 3DS. Eiji Aonuma, alle richieste dei fan, aveva risposto che l'idea non era da escludere, e che tutto sarebbe dipeso dall'interesse e dalle richieste del pubblico. In seguito a questa dichiarazione, venne creata una campagna online chiamata "Operation Moonfall" (in riferimento a Operation Rainfall, un'altra campagna sempre indirizzata alla Nintendo) per raccogliere firme e consensi al fine di far produrre il gioco. In soli cinque giorni, la petizione venne firmata da più di 10.000 persone, al che la sede americana della Nintendo dovette smentire ogni certezza e ufficialità riguardo alla produzione del gioco, dichiarando comunque che l'opinione dei consumatori era stata ascoltata.
Bisognerà attendere però novembre 2014 per avere la conferma ufficiale dell'uscita del gioco (durante un Nintendo Direct), prevista per essere tra il primo e il secondo quadrimestre 2015.